# Вікіпедія мовою сваті
Вікіпедія мовою сваті (сваті Wikipedia siSwati) — розділ Вікіпедії мовою сваті. Створена у 2004 році. Вікіпедія мовою сваті станом на 24 березня 2025 року містить 1049 статей, 9515 зареєстрованих користувачів, 25 активних дописувачів, 3 адміністраторів
. Загальна кількість сторінок у Вікіпедії мовою сваті — 3170, редагувань — 41 211, мультимедійні файли відсутні
. Глибина (рівень розвитку мовного розділу) Вікіпедії мовою сваті середня і становить 53.1 пунктів
. 

## Історія
- Вересень 2010 — створена 200-та стаття[3].